# Kampfgeschwader 77
77-ма бомбардувальна ескадра (нім. Kampfgeschwader 77 (KG 77) — бомбардувальна ескадра Люфтваффе за часів Другої світової війни. Формування брало участь в усіх кампаніях та великих битвах на Європейському театрі війни протягом 1939—1944 років.

## Історія
77-ма бомбардувальна ескадра була сформована 1 травня 1939 року в Прага-Кбелі на території протекторату Богемії та Моравії. На військовому аеродромі були засновані штаб та 1-ша і 2-га авіагрупи ескадри. Частина увійшла до сил 4-го повітряного флоту. Основним озброєнням були бомбардувальники Do 17Z. III./KG 77 була створена 26 серпня 1939 року напередодні вторгнення до Польщі на аеродромі в Кенігграц, основними літаками були Do 17Z і He 111.
З початком Польської кампанії I. і III. групи KG 77 взяли безпосередню участь в операції. Діючи з аеродрому Бреслау-Шонгартен I./KG провела 108 бомбардувань у ході бойових дій, залучалася до битви на Бзурі, проводила рейди на об'єкти в Галичині, на Радом, Кельці та Варшаву.
10 травня 1940 року почалася Французька кампанія вермахту. 77-ма ескадра здійснила 111 бомбардувань по цілях у Голландії, Бельгії та Франції. Її підрозділи, діючи з авіабази Верль, здійснювали підтримку наступу сухопутних військ, завдаючи ударів по французьких бронетанкових силах у районі Реймса та Ам'єна. KG 77 проводила бомбардування Дюнкеркського плацдарму, Парижу в операції «Паула», підтримувала стрімкий наступ до повного розгрому французької армії і капітуляції Франції.
У середині липня 1940 року усі три авіаційні групи повернулися до Німеччини, де ескадру переоснастили на Junkers Ju 88. Наприкінці серпня III./KG 77 повернулася до Франції, маючи у своєму складі 35 бомбардувальників. 7 вересня німецьке Люфтваффе розпочало Бліц, у якому активно діяли літаки ескадри. 18 вересня під час проведення нальоту на англійський Грейвсенд було збито 9 з тих, що брали участь у рейді. 27 вересня I./KG 77 і II./KG 77 втратили при авіаційному рейді на Лондон по шість Ju 88.
З 1941 року бомбардувальники ескадри взяли активну участь у боях над Атлантикою. В ході рейду лінкора «Бісмарк» льотчики ескадри забезпечували повітряну підтримку, зокрема в боях 26-28 травня 1941 року, але в ході останнього бою німецькі літаки не змогли підтримати «Бісмарк» і той затонув. 28 травня пілоти KG 77 потопили британський есмінець «Машона».
Після вторгнення Німеччини до СРСР I і III./KG 77 загальною кількістю 59 бомбардувальників Ju 88 залучалися до повітряної фази операції «Барбаросса». Авіагрупи ескадри підтримували наступ частин групи армій «Північ», діяли над Балтійськими республіками, при окупації Моонзундського архіпелагу, при відбитті радянського контрнаступу під Старою Руссою та при блокаді Ленінграда. Незабаром основні сили KG 77 були виведені з СРСР, лишилась тільки I./KG 77, що діяла до липня 1942 року, підтримуючи німецькі війська під час боїв на Ржевському виступі та в другій Харківській битві.
31 серпня 1942 року I./KG 77 була переформована на I./KG 6, але вже 10 вересня ця група була вдруге сформована.
Ескадра активно діяла на Середземноморському театрі війни, забезпечувала облогу Мальти, билася в Північній Африці до червня 1943 року. Після повного розгрому німецько-італійських сил на Африканському континенті, підрозділи ескадри продовжували битися на цьому напрямку, протистояли висадці союзників у Сицилії та на материковій Італії. Пізніше бомбардувальники ескадри базувалися на півдні Франції, їхньою зоною відповідальності було західне Середземномор'я, атаки на союзні конвої біля берегів північної Африки.
Після висадки союзників у Франції бомбардувальна ескадра змагалася на Західному фронті до вересня 1944 року, після чого була розформована.

## Командування

### Командири
- Оберст Генріх Зейвальд (нім. Heinrich Seywald) (1 травня — 13 вересня 1939);
- Оберст Вольф фон Штуттергайм (нім. Wolff von Stutterheim) (14 вересня 1939 — 20 березня 1940);
- Оберст Йоганн-Фолькмар Фіссер (нім. Johan-Volkmar Fisser) (21 березня — 31 травня 1940)
- Генерал-майор Вольф фон Штуттергайм (31 травня — 15 червня 1940);
- Генерал-майор Гайнц-Гельмут фон Вюліш (нім. Heinz-Hellmuth von Wühlisch) (21 червня — 1 серпня 1940);
- Оберст-лейтенант Йоганн Райтель (нім. Johann Raithel) (1 серпня 1940 — 13 березня 1942)
- Майор Арфед Крюгер (нім. Arved Crüger) (13 — 22 березня 1942)
- Оберст-лейтенант Герман Шлютер (нім. Hermann Schlüter) (23 березня 1942 — 12 лютого 1943)
- Майор Вільгельм Штреммлер (нім. Wilhelm Stremmler) (12 лютого 1943 — 20 липня 1944)

## Основні райони базування штабу 77-ї бомбардувальної ескадри[1]
| Час                          | Місто            | Основний літак |
| ---------------------------- | ---------------- | -------------- |
| 1 травня — жовтень 1939      | Прага-Кбелі      | Do 17Z         |
| жовтень 1939 — червень 1940  | Дюссельдорф      | Do 17Z         |
| червень 1940 — лютий 1941    | Лан              | Do 17Z/Ju 88A  |
| лютий — 9 березня 1941       | Реймс            | Ju 88A         |
| 9 березня — червень 1941     | Жувенкур         | Ju 88A         |
| червень — липень 1941        | Гайлігенбайль    | Ju 88A         |
| липень — грудень 1941        | Дно              | Ju 88A         |
| грудень 1941 — січень 1942   | Гібельштадт      | Ju 88A         |
| січень — 1 травня 1942       | Комізо           | Ju 88A         |
| 1 — 30 травня 1942           | Крей             | Ju 88A         |
| 30 травня — 30 червня 1942   | Ренн             | Ju 88A         |
| 30 червня — грудень 1942     | Гербіні          | Ju 88A         |
| грудень 1942 — липень 1943   | П'яченца         | Ju 88A         |
| липень 1943 — 3 березня 1944 | Кенігсберг-Девау | Ju 88A         |
| 3 — 10 березня 1944          | Нойгаузен        | Ju 88A         |
| 10 березня — 26 червня 1944  | Оранж-Карітат    | Ju 88A         |
| 26 червня — 20 липня 1944    | Салон            | Ju 88A         |